# Sollevamento pesi ai Giochi della XXIII Olimpiade - Pesi mosca
La competizione della categoria pesi mosca (fino a 52 kg) di sollevamento pesi ai Giochi della XXIII Olimpiade si è svolta il giorno 29 luglio 1984 al Gersten Pavilion di Los Angeles.

## Regolamento
La classifica era ottenuta con la somma delle migliori alzate delle seguenti 2 prove:
- Strappo
- Slancio

Su ogni prova ogni concorrente aveva diritto a tre alzate. In caso di parità vinceva il sollevatore che pesava meno.

## Risultati
| Pos.    | Atleta                  | Nazione       | Peso Atleta | Strappo | Strappo | Strappo | Strappo | Slancio | Slancio | Slancio | Slancio | Totale      |
| Pos.    | Atleta                  | Nazione       | Peso Atleta | 1       | 2       | 3       | Tot     | 1       | 2       | 3       | Tot     | Tot         |
| ------- | ----------------------- | ------------- | ----------- | ------- | ------- | ------- | ------- | ------- | ------- | ------- | ------- | ----------- |
| Oro     | Zeng Guoqiang           | Cina          | 51,70       | 100,0   | 100,0   | 105,0   | 105,0   | 130,0   | 135,0   | 135,0   | 130,0   | 235,0       |
| Argento | Zhou Peishun            | Cina          | 51,80       | 105,0   | 105,0   | 107,5   | 107,5   | 127,5   | 132,5   | 132,5   | 127,5   | 235,0       |
| Bronzo  | Kazushito Manabe        | Giappone      | 51,80       | 102,5   | 107,5   | 107,5   | 102,5   | 125,0   | 130,0   | 130,0   | 130,0   | 232,5       |
| 4       | Hidemi Miyashita        | Giappone      | 51,90       | 107,5   | 107,5   | 107,5   | 107,5   | 122,5   | 127,5   | 127,5   | 122,5   | 230,0       |
| 5       | Maman Suryaman          | Indonesia     | 51,70       | 102,5   | 107,5   | 107,5   | 102,5   | 125,0   | 130,0   | 130,0   | 125,0   | 227,5       |
| 6       | Bang Hyo-mun            | Corea del Sud | 51,95       | 92,5    | 100,0   | 100,0   | 100,0   | 117,5   | 125,0   | 127,5   | 125,0   | 225,0       |
| 7       | José Díaz               | Panama        | 51,90       | 90,0    | 90,0    | 95,0    | 95,0    | 120,0   | 125,0   | 125,0   | 125,0   | 220,0       |
| 8       | Levent Erdoğan          | Turchia       | 51,85       | 95,0    | 95,0    | 97,5    | 95,0    | 120,0   | 125,0   | 125,0   | 120,0   | 215,0       |
| 9       | Meir Daloya             | Israele       | 51,85       | 90,0    | 95,0    | 97,5    | 95,0    | 120,0   | 125,0   | 125,0   | 120,0   | 215,0       |
| 10      | Mahendran Kannan        | India         | 51,95       | 92,5    | 97,5    | 100,0   | 100,0   | 110,0   | 115,0   | 120,0   | 115,0   | 215,0       |
| 11      | Chung Yung-chi          | Taipei cinese | 51,95       | 95,0    | 100,0   | 100,0   | 95,0    | 112,5   | 117,5   | 120,0   | 117,5   | 212,5       |
| 12      | Mohamed Hafez El-Sayed  | Egitto        | 51,65       | 87,5    | 92,5    | 92,5    | 92,5    | 117,5   | 117,5   | 122,5   | 117,5   | 210,0       |
| 13      | Antonio Quintana        | Colombia      | 51,75       | 90,0    | 95,0    | 95,0    | 90,0    | 117,5   | 117,5   | 122,5   | 117,5   | 207,5       |
| 14      | Oscar Penagos           | Colombia      | 51,90       | 85,0    | 90,0    | 90,0    | 90,0    | 110,0   | 115,0   | 117,5   | 115,0   | 205,0       |
| 15      | Chen Shen-yuan          | Taipei cinese | 51,70       | 82,5    | 90,0    | 90,0    | 90,0    | 105,0   | 110,0   | 110,0   | 110,0   | 200,0       |
| 16      | Sunil Munic Silva       | Sri Lanka     | 51,55       | 75,0    | 75,0    | 80,0    | 80,0    | 95,0    | 100,0   | 107,5   | 100,0   | 180,0       |
| -       | Raul Diniz              | Porto Rico    | 51,85       | 82,5    | 87,5    | 87,5    | 82,5    | 115,0   | 120,0   | 125,0   | NVL     | DNF         |
| -       | Julio Sáez              | Spagna        | 51,95       | 90,0    | 95,0    | 95,0    | 90,0    | 115,0   | 115,0   | 115,0   | NVL     | DNF         |
| -       | Manikyalu Malla Venkata | India         | 51,60       | 85,0    | 85,0    | 85,0    | NVL     | -       | -       | -       | DNS     | DNF         |
| -       | Mahmoud Tarha           | Libano        | 51,85       | 97,5    | 102,5   | 102,5   | 102,5   | 127,5   | 132,5   | 132,5   | 127,5   | DSQ [230,0] |